# 도촌중학교
도촌중학교(島村中學校)는 대한민국 경기도 성남시 중원구 도촌동에 있는 공립 중학교이다.

## 학교 연혁
- 2008년 1월 7일 : 도촌중학교 27학급 인가
- 2008년 1월 13일 : 도촌중학교 설립인가 (27학급)
- 2008년 3월 1일 : 9(특수 1학급)학급 개교
- 2008년 3월 1일 : 초대 허왕봉 교장 취임
- 2008년 3월 3일 : 신입생 입학식(3학급 102명)
- 2009년 2월 12일 : 제1회 졸업식(졸업생 54명 남 21명, 여 33명)
- 2023년 3월 1일 : 제5대 우미영 교장 취임
- 2023년 12월 22일 : 제16회 졸업식(159명, 총 2,328명)
- 2024년 3월 4일 : 2024학년도 신입생 입학식(141명)

## 참고 자료
- 도촌중학교 - 한국교육학술정보원 학교알리미